# Trevor Duncan
Trevor Duncan (27 de febrero de 1924 - 17 de diciembre de 2005 fue un compositor inglés, particularmente conocido por sus composiciones de música ligera. Nació en Londres, en gran parte autodidacta.
Originariamente componía de forma paralela mientras trabajaba para la BBC. En el Reino Unido, que es bien conocido por piezas como The Girl From Corsica, High Heels o la marcha de A Little Suite, saltaron a la fama como temas de radio y televisión.

## Vida
Trevor Duncan nació como Charles Leonard Trebilock (que más tarde sería acortado a Trebilco) en Camberwell, Londres, Inglaterra. Con doce años ya podía tocar el piano de oído, pero quería aprender a leer y componer música correctamente. Por lo tanto, durante un año asistió al Trinity College of Music para un curso de violín, armonía y contrapunto. Sin embargo, sus primeros conocimientos de la música fueron en gran medida de forma autodidacta.
A los dieciocho años, entró en la BBC ayudando en la producción de piezas musicales. En 1943 fue reclutado por la Real Fuerza Aérea, donde se convirtió en operados de comunicaciones. Después de su licenciatura de la RAF en 1947 se le dio la oportunidad de ir a la Universidad de Cambridge, pero decidió regresar a la BBC Radio como ingeniero de sonido trabajando con muchas orquestas. Gracias a sus estudios y sus efectos orquestrales Duncan ganó conocimientos en composición, y fue a través de un encuentro con el director de orquesta Ray Martin, que Duncan realizó su primera pieza: Vision in Velvet. Sin embargo, la BBC restringió a sus propios empleados interpretar música en el aire. Por lo tanto, se concentró en componer música para los boletines de noticias y otras empresas no relacionadas con la BBC. Fue en este momento cuando escogió su seudónimo, Trevor Duncan, en referencia a un apodo de la escuela.
La aprobación de Ray Martin de su próxima obra, la famosa High Heels anima a Duncan a acercarse a Boosey & Hawkes, que se la aprobó para grabarla. La obra tuvo un éxito inmediato, con numerosas actuaciones en programas de radio y grabiaciones comerciales. En los años siguientes, Duncan compuso numerosas obras y se convirtió en uno de los compositores más prolíficos de la llamada 'música de humor'.
Debido a su éxito, no fue capaz de mantener su identidad de la BBC separada de su creciente fama como compositor. En 1954 Duncan fue promocionado para ser productor, y este conflicto de intereses hizo que la BBC no pudiera programar ninguna de sus obras en sus programas. Duncan tomó la decisión de concentrarse en componer a tiempo completo y dejó la BBC en 1956.
En 1959 compuso sus dos obras más famosas, The Girl From Corsica and The Little Suite. La primera de ellas se utilizó como tema musical para la serie de televisión de la BBC The Scarf de Francis Durbridge; la Marcha del inicio de la segunda fue utilizada como sintonía para Dr. Finlay's Casebook. Sin embargo, una vez que su música ligera se empezara a oír menos en el Reino Unido, volvió su atención a trabajos orquestales más serios.
Hasta su muerte en 2005, Trevor Duncan continuó componiendo, viviendo con su esposa e hija en Somerset. Murió en Taunton, Somerset, a la edad de 81 años.

## Obra
Las obras más famosas de Trevor Duncan son clasificadas principalmente en la categoría de música ligera. Además de las mencionadas anteriormente, se incluyen: Children in the Park, 20th Century Express, Sixpenny Ride, Wine Festival y Meadow Mist.
También fue compositor de obras orquestales más importantes. Su trabajo más grande, Sinfonia Tellurica, compuesta en 1970, fue una sinfonía basada en los elementos y los logros del hombre. Otras comoposiciones son: The Navigators, St. Boniface Down, A Tale of Two Hearts The Visionaries y The Challenge of Space.
Su discografía aparece en muchas producciones de la década de los 1950 y 1960, como The Key Man (1957), Strange Awakening (1958) y La jetée de Chris Marker (1962). Su pieza tristemente célebre Grip of the Law fue elegida por Gornon Zahler para los créditos iniciales de Edward D. Wood's Plan 9 From Outer Space. Más recientemente, aparece en los créditos de la película The Piano Turner of Earthquake (2005); y también escribió un musical poco antes de su muerte.